# Chiesa di San Salvatore (Firenze)

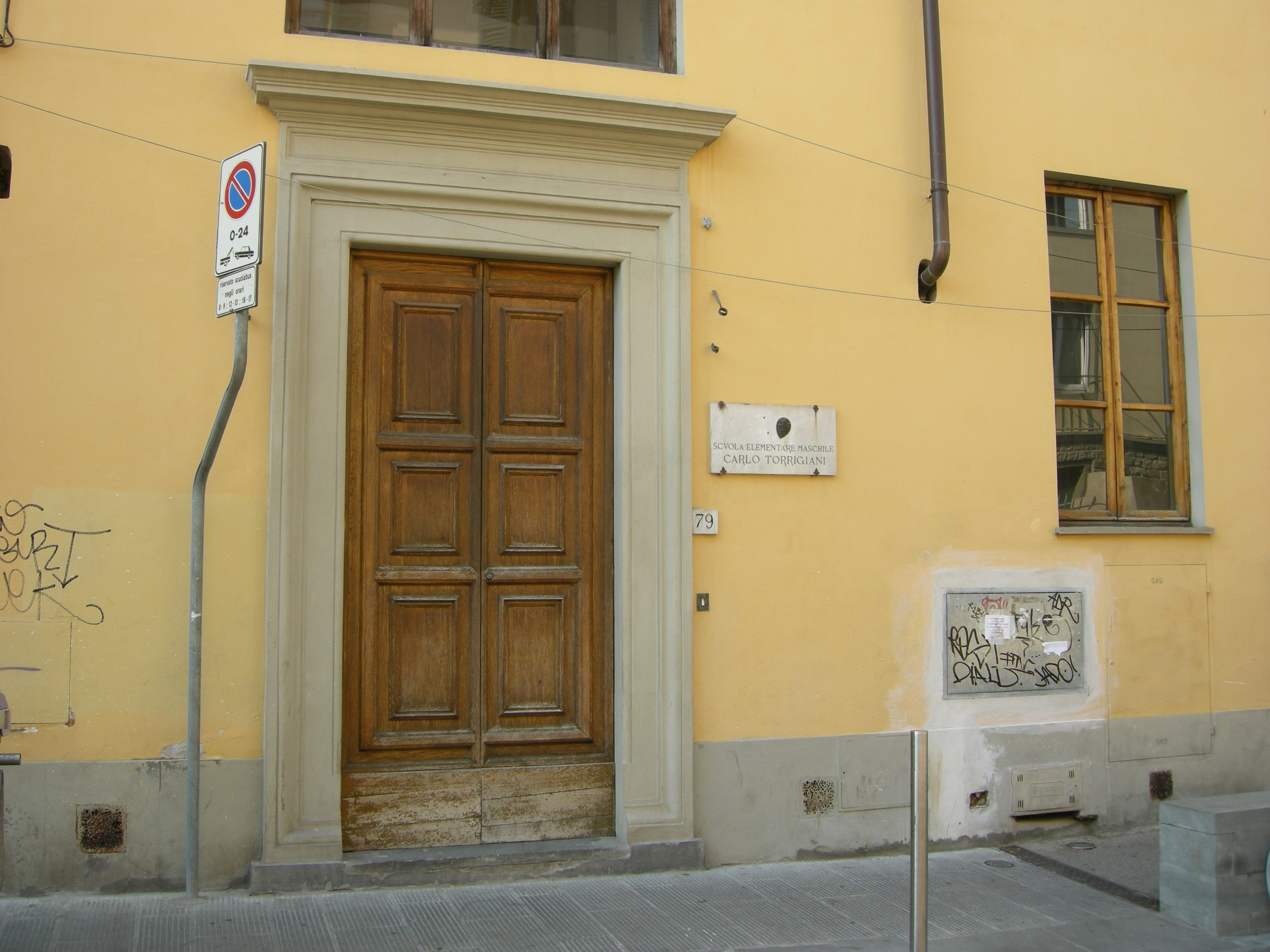
Portale

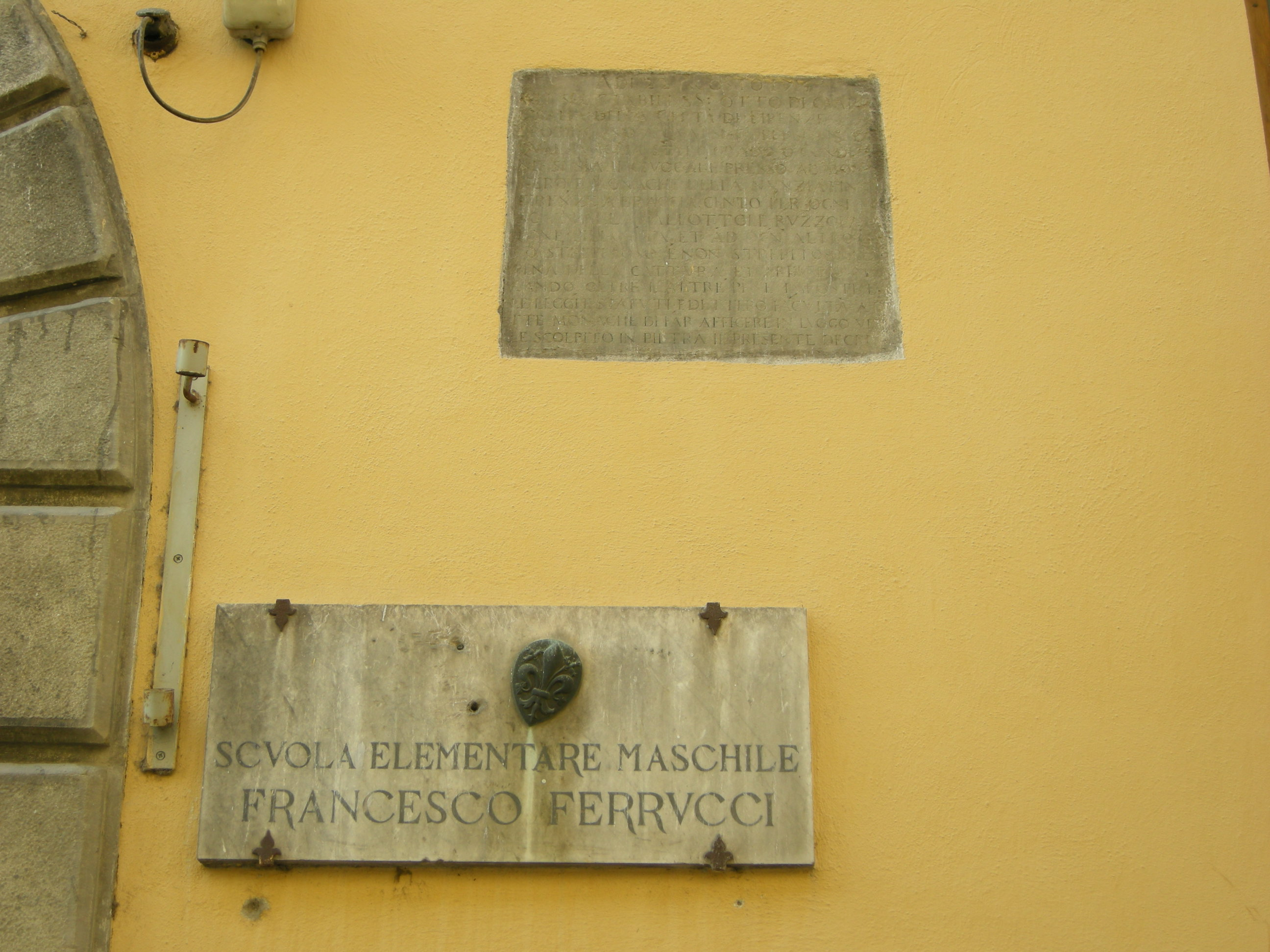
La targa dei Signori Otto

La chiesa di San Salvatore, che faceva parte dell'ex-convento della Nunziatina, si trovava in via della Chiesa a Firenze.

## Storia e descrizione
I locali oggi occupati dalla scuola «Carlo Torrigiani e Francesco Ferrucci» ospitarono dal 1517 e per circa due secoli il convento femminile carmelitano della Nunziatina (o delle Mantellate dell'Annunziatina, per distinguerlo dalla Santissima Annunziata) con una "chiesa" dedicata a San Salvatore, dalla quale prese il nome la via. Alla chiesa era annesso un ospizio, che nel 1778 venne trasformato dal granduca Pietro Leopoldo in scuola per fanciulle povere, e che oggi ospita la scuola comunale. Al numero 89 è rimasta una targa degli Otto di Guardia e Balia datata 22 agosto 1714 che proibisce i giochi di "palla, ruzzola, pallottola, pallone, pillottola" in prossimità del convento, per non disturbare la quiete delle monache.
Il convento venne soppresso, con la chiesa, durante l'occupazione francese. La chiesa venne ridotta prima ad ombrellificio e in seguito ad officina.